# Ratolí Vacanti
El ratolí Vacanti va ser un ratolí de laboratori  que va tenir una neoplàsia similar a una orella humana a la seva esquena. Aquest apèndix era, de fet, un cartílag crescut en sembrar cèl·lules cartilaginoses de vaca a un motlle biodegradable en forma d'orella que posteriorment va ser implantat sota la pell del ratolí, on el cartílag va créixer per si mateix de manera natural.
Aquest ratolí va ser conegut amb el nom d'earmouse. Va ser creat per Charles Vacanti i col·legues en el Departament d'Anestesiologia (Escola Mèdica de la Universitat de Massachusetts) i els seus resultats van ser publicats en 1997. El ratolí és conegut com un ratolí "nu" o immunodeprimit, regularment utilitzat per la seva naturalesa immunodeficient per a impedir el rebuig del trasplantament.
La foto del ratolí va ser difosa per Internet, principalment mitjançant correu electrònic, a vegades amb poc o cap text adjunt, portant a moltes persones a especular si la foto era real. A la fi dels anys 1990, la foto va incitar una ona de protestes en contra de l'enginyeria  genètica—a pesar que en aquest experiment cap manipulació genètica va tenir lloc. Fins i tot la raça de ratolí utilitzada no és genèticament modificada; és el resultat d'una mutació genètica natural i espontània.